# Studium Literacko-Artystyczne
Studia Literacko-Artystyczne (Szkoła Pisarzy) (SLA, wcześniej Studium Literacko-Artystyczne) – podyplomowe studia na Wydziale Polonistyki Uniwersytetu Jagiellońskiego i zarazem pierwsza, istniejąca od 1994 roku, szkoła twórczego pisania (creative writing) łącząca warsztaty pisarskie z elementami wiedzy uniwersyteckiej. Szkoła jest projektem autorskim prof. Gabrieli Matuszek, która kieruje nią od momentu powstania.

## Program
Na Studiach Literacko-Artystycznych (Szkoła Pisarzy) wykładają pisarze, poeci, krytycy i inni. W programie przeważają zajęcia praktyczne, tj.: warsztaty prozatorskie, warsztaty poetyckie, warsztaty dramaturgiczne, warsztaty scenopisarskie, gatunki niefikcjonalne, przekład literacki, warsztaty medialne oraz krytyka tekstu.  W ramach zajęć teoretycznych odbywają się  wykłady o literaturze, wykłady o dramacie i teatrze, wykłady o filmie, elementach prawa autorskiego, poetyce opisowej.

## Historia
W 1994 roku z inicjatywy  prof. Gabrieli Matuszek na Wydziale Polonistyki UJ utworzono nowy kierunek studiów podyplomowych, których celem było kształcenie warsztatu pisarskiego studentów pod okiem uznanych osobistości ze świata literatury. Do grupy wspierającej projekt należeli: prof. Marta Wyka, prof. Jerzy Jarzębski i dr Bronisław Maj. 
Wśród wykładowców pierwszego roku znaleźli się m.in. profesorowie: Włodzimierz Maciąg, Marta Wyka, Stanisław Balbus, Stanisław Jaworski, Jerzy Jarzębski i Władysław Stróżewski, dyrektor wydawnictwa „Znak” Jerzy Illg oraz naczelny redaktor pisma „NaGłos”, poeci Bronisław Maj, Czesław Miłosz, Wisława Szymborska, reżyser Andrzej Wajda, tłumacz i pisarz Maciej Słomczyński. 
W 1995 roku słuchacze, reprezentowani przez Monikę Błażewicz, Mariusza Czyżowskiego (redaktor), Katarzynę Jakubiak, Waldemara Mogielnickiego, Grzegorza Nurka, Ewę Sonnenberg, Piotra Antoniego Woźniaka, zredagowali pierwszy numer pisma literackiego „Studium”. Opiekę nad czasopismem sprawowała rada złożona z wykładowców - Jerzy Jarzębski, Bronisław Maj, Gabriela Matuszek, Ryszard Nycz, Maciej Słomczyński, Władysław Stróżewski, Marta Wyka. Założeniem pisma było: „prezentacja najciekawszych zjawisk młodej i najmłodszej literatury, zarówno polskiej, jak i obcojęzycznej”.
W 1996 roku krakowski Rotary Club ufundował stypendium dla jednego ze studentów SLA, Waldemara Mogielnickiego. 
Cztery lata później szkoła promowana była w Instytucie Polskim w Berlinie, a studenci SLA brali udział, obok pianistów i poetów z Niemiec, w Forum Młodych Artystów.
W marcu 2003 roku Studia Literacko-Artystyczne, Stowarzyszenie Pisarzy Polskich oddział w Krakowie oraz Wydawnictwo Zielona Sowa zorganizowało wieczór poświęcony pamięci Macieja Słomczyńskiego w Piwnicy pod Baranami. 
Kolejnym ważnym wydarzeniem była organizacja festiwalu Literatura wobec nowej rzeczywistości (3-5.06.2004) przy współudziale Wydawnictwa „Zielona Sowa” oraz Krakowskiego oddziału Stowarzyszenia Pisarzy Polskich. Po raz pierwszy, wśród studentów i absolwentów SLA, wręczono nagrodę im. Macieja Słomczyńskiego. Nagroda powędrowała w ręce Anny Agaty Tomaszewskiej za debiutancki tomik „Wiersze do czytania”. 
W 2006 roku zostało powołane Stowarzyszenie Wykładowców, Absolwentów i Słuchaczy Studium Literacko-Artystycznego  Uniwersytetu Jagiellońskiego w Krakowie w celu promowania w Polsce i poza granicami twórców literatury. Inicjatorką stowarzyszenia i pierwszą prezeską została Ewa Wawrzyńska. W skład zarządu weszli również Magdalena Bizoń, Anna Piekara, Grażyna Wojcieszko i Marcin Siwek.
Rok później powstała „Seria Studium Literacko-Artystycznego UJ”, pod red. Gabrieli Matuszek, przy krakowskim wydawnictwie Księgarnia Akademicka. W serii publikowane były prace nagrodzone w Konkursie im. Macieja Słomczyńskiego, najlepsze książki słuchaczy i absolwentów, a także antologie i zbiory tekstów. Dotąd ukazały się:
- T. 1. Slang. Antologia poezji pod red. Anny Piekary i Ewy Warzyńskiej, Kraków, Księgarnia Akademicka 2007,
- T. 2. Ewa Warzyńska, Bagaż podręczny, przedmowa G. Matuszek, Kraków, Księgarnia Akademicka 2009,
- T. 3. Agnieszka Czachor, Ciśnij piorunem nawet w śmierć, posłowie G. Matuszek Kraków, Księgarnia Akademicka 2009,
- T. 4. Justyna Machałowska, Uda, na których śpią psy, posłowie W. Ligęza, Kraków, Księgarnia Akademicka 2009,
- T. 5. Kamil Majewski, Panta Deus, posłowie G. Matuszek, Kraków, Księgarnia Akademicka 2009,
- T. 6. Stefan Gajda, Mgła. Opowiadania, posłowie G. Matuszek, Kraków, Księgarnia Akademicka 2010,
- T. 7. Katarzyna Janicka, Prospect Park Stories, posłowie Dorota Kozicka, Kraków, Księgarnia Akademicka 2014,
- T. 8. Ewa Szumowska, Jaspiska Wola, posłowie G. Matuszek, Kraków, Księgarnia Akademicka 2014,
- T. 9. Michał Kozłowski, Gadane, posłowie Stanisław Stabro, Kraków, Księgarnia Akademicka 2014,
- T.10. Tomasz Nowak, Tak i na ziemi, posłowie Zofia Zarębianka, Kraków, Księgarnia Akademicka 2015,
- T.11. Twórcze pisanie w teorii i praktyce, pod red. G. Matuszek i Hanny Siei-Skrzypulec, Kraków, Księgarnia Akademicka 2015,
- T.12. Tatiana Judycka, Klisze, posłowie Karol Maliszewski, Kraków, Księgarnia Akademicka 2015,
- T.13. Agnieszka Wiktorowska-Chmielewska, posłowie Ewa Sonnenberg, Kraków, Księgarnia Akademicka 2016.

W 2012 roku program na Studiach Literacko-Artystycznych został zmodyfikowany. Wprowadzono nowe przedmioty m.in.: warsztaty medialne.

## Wykładowcy
Wśród wykładowców Studiów Literacko-Artystycznych (Szkoła Pisarzy) znaleźli się polscy pisarze, nobliści, laureaci Nagrody Nike czy Paszportu Polityki. 
Zajęcia prowadzili m.in.:
- Stanisław Balbus – warsztaty poetyckie
- Justyna Bargielska – warsztaty poetyckie
- Janusz Barta – prawo autorskie
- Miłosz Biedrzycki – warsztaty poetyckie
- Marek Bieńczyk – warsztaty prozatorskie
- Marek Bukowski – elementy prawa autorskiego
- Tomasz Burek – krytyka literacka (gościnnie)
- Anna Burzyńska – analiza dzieła literackiego
- Anna Róża Burzyńska – wiedza o teatrze
- Ewa Chruściel – warsztaty poetyckie
- Stefan Chwin – warsztaty prozatorskie
- Adam Czerniawski – warsztaty poetyckie (gościnnie)
- Jacek Dąbała – warsztaty prozatorskie
- Tomasz Dettloff – scenariusz
- Bogusław Dopart – warsztaty wydawnicze
- Leszek Długosz – warsztaty poetyckie
- Janusz Drzewiecki – warsztaty poetyckie cn
- Jakub Ekier – warsztaty poetyckie, przekład literacki (gościnnie)
- Leszek Elektorowicz – warsztaty poetyckie, przekład literacki
- Izabela Filipiak – warsztaty prozatorskie
- Aleksander Fiut – wykłady o literaturze (gościnnie)
- Jerzy Franczak – warsztaty prozatorskie
- Jacek Giszczak – warsztaty prozatorskie (gościnnie)
- Artur Grabowski – warsztaty dramaturgiczne i prozatorskie
- Marcin Hamkało – warsztaty prozatorskie
- Brygida Helbig – warsztaty prozatorskie
- Roman Honet – warsztaty poetyckie
- Jerzy Illg – warsztaty wydawnicze
- Jerzy Jarzębski – krytyka literacka, wykłady o literaturze
- Stanisław Jaworski – teorie procesu twórczego
- Ireneusz Kania – przekład literacki
- Ryszard Kapuściński – reportaż
- Wojciech Kass – warsztaty poetyckie
- Marek Kędzierski – przekład literacki (gościnnie)
- Julian Kornhauser – warsztaty poetyckie
- Dorota Kozicka – wykłady o literaturze
- Zbigniew Kruszyński – warsztaty prozatorskie
- Krzysztof Kuczkowski – warsztaty poetyckie
- Wojciech Kudyba – warsztaty poetyckie
- Stanisław Lem – warsztaty prozatorskie
- Antoni Libera – warsztaty prozatorskie
- Wojciech Ligęza – wykłady o literaturze
- Ewa Lipska – warsztaty poetyckie (gościnnie)
- Krzysztof Lisowski – warsztaty wydawnicze
- Tadeusz Lubelski – wykłady o filmie
- Magdalena Lubelska – analiza tekstu literackiego i teoria literatury
- Rafał Maciąg – warsztaty dramaturgiczne
- Bronisław Maj – warsztaty poetyckie
- Maria Malatyńska – wykłady o filmie
- Karol Maliszewski – warsztaty poetyckie
- Piotr Marecki – warsztaty wydawnicze
- Ryszard Markiewicz – prawo autorskie
- Michał P. Markowski – wykłady o literaturze
- Gabriela Matuszek – wykłady o literaturze, przekład literacki
- Czesław Miłosz – warsztaty poetyckie
- Jędrzej Morawiecki – warsztaty z reportażu
- Tadeusz Morawski – gościnny wykład inauguracyjny
- Joanna Mueller – warsztaty poetyckie
- Dariusz Nowacki – krytyka literacka
- Katarzyna T. Nowak – warsztaty prozatorskie
- Marek Nowakowski – warsztaty prozatorskie
- Ryszard Nycz – analiza dzieła literackiego
- Tadeusz Nyczek – warsztaty dramaturgiczne
- Józef Opalski – wykłady o teatrze
- Robert Ostaszewski – krytyka literacka, warsztaty prozatorskie
- Renata Przybylska – kultura słowa
- Jerzy Ridan – scenariusz
- Michał Rusinek – warsztaty poetyckie, wykłady o literaturze
- Maciej Słomczyński – warsztaty prozatorskie, przekład
- Sławomir Shuty – warsztaty prozatorskie
- Marek Sołtysik  – warsztaty prozatorskie
- Piotr Sommer – warsztaty poetyckie, przekład
- Marek Sołtysik – warsztaty prozatorskie
- Ewa Sonnenberg – warsztaty poetyckie
- Stanisław Stabro – warsztaty poetyckie
- Grażyna Stachówna – wykłady o filmie
- Władysław Stróżewski – estetyka
- Jerzy Stuhr – scenariusz
- Grzegorz Stec – warsztaty poetyckie (gościnnie)
- Małgorzata Sugiera – wykłady o teatrze
- Jan Józef Szczepański – reportaż
- Włodzimierz Szturc – warsztaty dramaturgiczne
- Maciej Szumowski – reportaż
- Wisława Szymborska – warsztaty poetyckie (gościnnie)
- Dorota Terakowska – warsztaty prozatorskie
- Olga Tokarczuk – warsztaty prozatorskie
- Jan Tomkowski – wykłady o literaturze
- Grażyna Trela - warsztaty scenariuszowe
- Agata Tuszyńska – reportaż
- Krzysztof Uniłowski – krytyka literacka
- Andrzej Wajda - scenariusz
- Teresa Walas – krytyka literacka
- Jakub Winiarski – warsztaty poetyckie (gościnnie)
- Elżbieta Wojnarowska – warsztaty poetyckie (gościnnie)
- Leszek Wołosiuk – scenariusz
- Marta Wyka – krytyka literacka
- Michał Zabłocki – warsztaty poetyckie
- Joanna Zach-Rońda – gościnny wykład inauguracyjny
- Bogdan Zadura – warsztaty poetyckie
- Adam Zagajewski – warsztaty poetyckie (gościnnie)
- Joanna Zając – wykłady o teatrze
- Marek Zaleski – warsztaty prozatorskie
- Elżbieta Zechenter-Spławińska – warsztaty poetyckie (gościnnie)
- Andrzej Zawadzki – teoria literatury

## Absolwenci
Szkołę ukończyli m.in.: Joanna Lech, Agata Linek, Izabela Zubko Mariusz Czyżowski, Grzegorz Nurek, Łukasz Mańczyk, Joanna Mastalerz, Przemysław Owczarek, Anna Piekara, Ewa Sonnenberg, Maria Spiss, Anna A. Tomaszewska, Grażyna Wojcieszko, Katarzyna Zdanowicz-Cyganiak, Agnieszka Żelazko, Marta Kijańska-Bednarz, Weronika Murek, Agnieszka Wiktorowska-Chmielewska, Michał Kozłowski, Jan Krasnowolski, Magdalena Pioruńska, Katarzyna Jakubiak
.